# Giovanni Leoni
Giovanni Leoni, né le 21 décembre 2006 à Rome en Italie, est un footballeur italien qui évolue au poste de défenseur central au Liverpool FC.

## Biographie

### En club
Né à Rome en Italie, Giovanni Leoni arrive à Padoue à l'âge de cinq ans et joue pour le Vigontina Calcio et l'US Cittadella avant de poursuivre sa formation au Calcio Padoue.
Le 1er février 2024, Leoni rejoint la Sampdoria Gênes sous la forme d'un prêt avec option d'achat.
Il parvient à convaincre son entraîneur, Andrea Pirlo de le faire jouer régulièrement à partir du mois de mars 2024, enchaînant les titularisations dans une défense à trois centraux, lui occupant l'axe droit. Ses prestations attirent l'oeil de plusieurs clubs de premières divisions et il est alors perçu comme un joueur prometteur.
Le 12 juin 2024, la Sampdoria lève l'option d'achat pour le joueur, qui s'engage définitivement avec le club génois mais le 27 août 2024, Giovanni Leoni rejoint le Parme Calcio, club de Serie B, signant un contrat de cinq ans, soit jusqu'en juin 2029.

### En sélection
Giovanni Leoni joue pour l'équipe d'Italie des moins de 18 ans, jouant un match contre l'Autriche le 21 mars 2024.